# Martinskolan

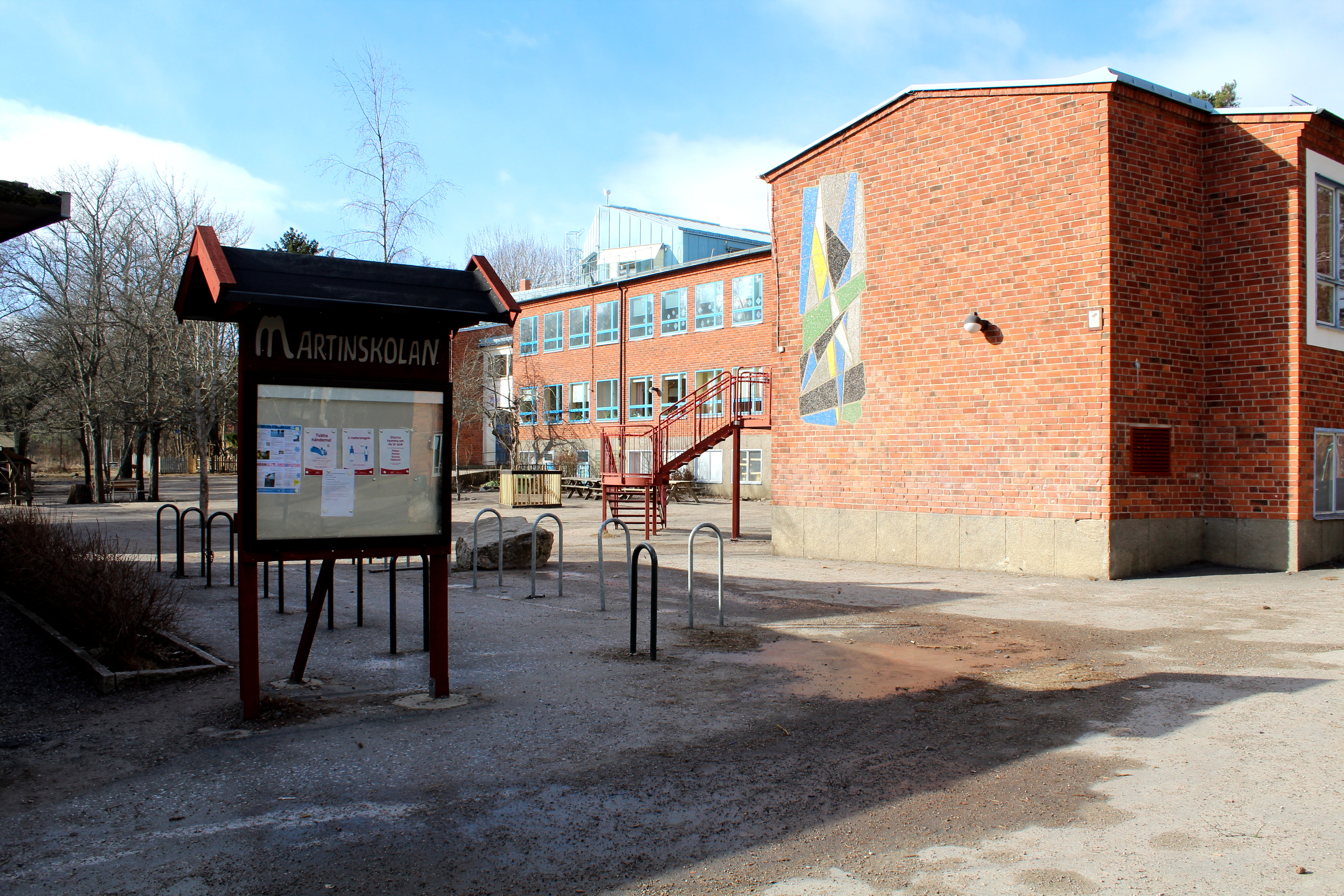
Martinskolan, mars 2021.

Martinskolan är en Waldorfskola i Hökarängen i Farsta stadsdelsområde. Skolan har ca 410 elever och har årskurserna 1-9 samt förskolan Martingården. Skolan startades 1976 och använder sig av waldorfpedagogik. Martinskolan ägs av en stiftelse utan vinstintresse, där styrelsen består av medarbetare och föräldrar på skolan.. Skolan var tidigare även ett gymnasium, men den delen finns inte kvar längre.